# 악수 (바둑)
악수(bad move)는 바둑에서 '잘못 두어 나쁜 결과를 초래하는 수' 또는 반상에서 역기능을 하는 수를 뜻한다. 바둑에 비유한 속담 중에 '장고 끝에 악수 둔다'는 말이 있다.